# Ян Тернбулл
Ян Тернбулл (англ. Ian Turnbull, нар. 22 грудня 1953, Монреаль) — колишній канадський хокеїст, що грав на позиції захисника.
Провів понад 600 матчів у Національній хокейній лізі. 

## Ігрова кар'єра
Хокейну кар'єру розпочав 1969 року в ОХА.
1973 року був обраний на драфті НХЛ під 15-м загальним номером командою «Торонто Мейпл-Ліфс». 
Протягом професійної клубної ігрової кар'єри, що тривала 11 років, захищав кольори команд «Торонто Мейпл-Ліфс», «Лос-Анджелес Кінгс», «Піттсбург Пінгвінс», «Нью-Гейвен Найтгоукс» та «Балтимор Скіпджекс».
Загалом провів 683 матчі в НХЛ, включаючи 55 ігор плей-оф Кубка Стенлі.

## Статистика
| Сезон        | Клуб                       | Ліга         | Регулярна першість | Регулярна першість | Регулярна першість | Регулярна першість | Регулярна першість | Плей-оф | Плей-оф | Плей-оф | Плей-оф | Плей-оф |
| Сезон        | Клуб                       | Ліга         | І                  | Г                  | П                  | О                  | ШХ                 | І       | Г       | П       | О       | ШХ      |
| ------------ | -------------------------- | ------------ | ------------------ | ------------------ | ------------------ | ------------------ | ------------------ | ------- | ------- | ------- | ------- | ------- |
| 1969–70      | «Монреаль Юніор Канадієнс» | ОХА          | 53                 | 4                  | 21                 | 25                 | 88                 | —       | —       | —       | —       | —       |
| 1970–71      | «Монреаль Юніор Канадієнс» | ОХА          | 59                 | 17                 | 45                 | 62                 | 85                 | —       | —       | —       | —       | —       |
| 1971–72      | «Монреаль Юніор Канадієнс» | ОХА          | 63                 | 34                 | 48                 | 82                 | 85                 | —       | —       | —       | —       | —       |
| 1972–73      | «Оттава-67»                | ОХА          | 51                 | 25                 | 39                 | 64                 | 90                 | —       | —       | —       | —       | —       |
| 1973–74      | «Торонто Мейпл-Ліфс»       | НХЛ          | 78                 | 8                  | 27                 | 35                 | 74                 | 4       | 0       | 0       | 0       | 8       |
| 1974–75      | «Оклахома-Сіті Блейзерс»   | ЦПХЛ         | 8                  | 2                  | 1                  | 3                  | 15                 | —       | —       | —       | —       | —       |
| 1974–75      | «Торонто Мейпл-Ліфс»       | НХЛ          | 22                 | 6                  | 7                  | 13                 | 44                 | 7       | 0       | 2       | 2       | 4       |
| 1975–76      | «Торонто Мейпл-Ліфс»       | НХЛ          | 76                 | 20                 | 36                 | 56                 | 90                 | 10      | 2       | 9       | 11      | 29      |
| 1976–77      | «Торонто Мейпл-Ліфс»       | НХЛ          | 80                 | 22                 | 57                 | 79                 | 84                 | 9       | 4       | 4       | 8       | 10      |
| 1977–78      | «Торонто Мейпл-Ліфс»       | НХЛ          | 77                 | 14                 | 47                 | 61                 | 77                 | 13      | 6       | 10      | 16      | 10      |
| 1978–79      | «Торонто Мейпл-Ліфс»       | НХЛ          | 80                 | 12                 | 51                 | 63                 | 80                 | 6       | 0       | 4       | 4       | 27      |
| 1979–80      | «Торонто Мейпл-Ліфс»       | НХЛ          | 75                 | 11                 | 28                 | 39                 | 90                 | 3       | 0       | 3       | 3       | 2       |
| 1980–81      | «Торонто Мейпл-Ліфс»       | НХЛ          | 80                 | 19                 | 47                 | 66                 | 104                | 3       | 1       | 0       | 1       | 4       |
| 1981–82      | «Нью-Гейвен Найтгоукс»     | АХЛ          | 13                 | 1                  | 7                  | 8                  | 4                  | 3       | 0       | 0       | 0       | 0       |
| 1981–82      | «Торонто Мейпл-Ліфс»       | НХЛ          | 12                 | 0                  | 2                  | 2                  | 8                  | —       | —       | —       | —       | —       |
| 1981–82      | «Лос-Анджелес Кінгс»       | НХЛ          | 42                 | 11                 | 15                 | 26                 | 81                 | —       | —       | —       | —       | —       |
| 1982–83      | «Балтимор Скіпджекс»       | АХЛ          | 13                 | 3                  | 8                  | 11                 | 10                 | —       | —       | —       | —       | —       |
| 1982–83      | «Піттсбург Пінгвінс»       | НХЛ          | 6                  | 0                  | 0                  | 0                  | 4                  | —       | —       | —       | —       | —       |
| Усього в НХЛ | Усього в НХЛ               | Усього в НХЛ | 628                | 123                | 317                | 440                | 736                | 55      | 13      | 32      | 45      | 94      |